# Le Cercle de Dante
Le Cercle de Dante (titre original : The Dante Club) est le premier roman de l'écrivain américain Matthew Pearl. Il est paru en 2003 et a fait l'objet de multiples traductions. La traduction française est due à Viviane Mikhalkov a été édité chez Robert Laffont en 2004.
L'action se déroule à Boston en 1865 autour de la célèbre université Harvard. Un tueur en série exécute une série de meurtres s'inspirant des supplices décrits dans la Divine Comédie de Dante. Ces évènements ont lieu au lendemain de la guerre de Sécession avec en toile de fond le problème de la réinsertion des soldats et une recrudescence de la criminalité.
Outre les personnages imaginés par l'auteur pour les besoins de l'intrigue, Pearl met en scène les membres historiques du Dante Club : les hommes de lettres Henry Wadsworth Longfellow, James Russell Lowell, Oliver Wendell Holmes, George Washington Greene et l'éditeur James Thomas Fields. Longfellow a entrepris, avec l'aide des autres membres du club la traduction de l'ouvrage de Dante. Ils sont involontairement impliqués dans cette affaire, et devront mener l'enquête sur l'identité du coupable afin de se disculper.
Pour rendre l'atmosphère du Boston de l'époque, Pearl a puisé dans les mémoires de personnages contemporains proches des poètes.